# 新潟市アイスアリーナ
新潟市アイスアリーナ（にいがたしアイスアリーナ）は、新潟県新潟市中央区鐘木に所在する屋内型スケートリンクである。
施設命名権（ネーミングライツ）により、愛称をMGC三菱ガス化学アイスアリーナとしている。施設は新潟市が所有し、新潟パティネレジャーが指定管理者として運営管理を行っている。

## 概要

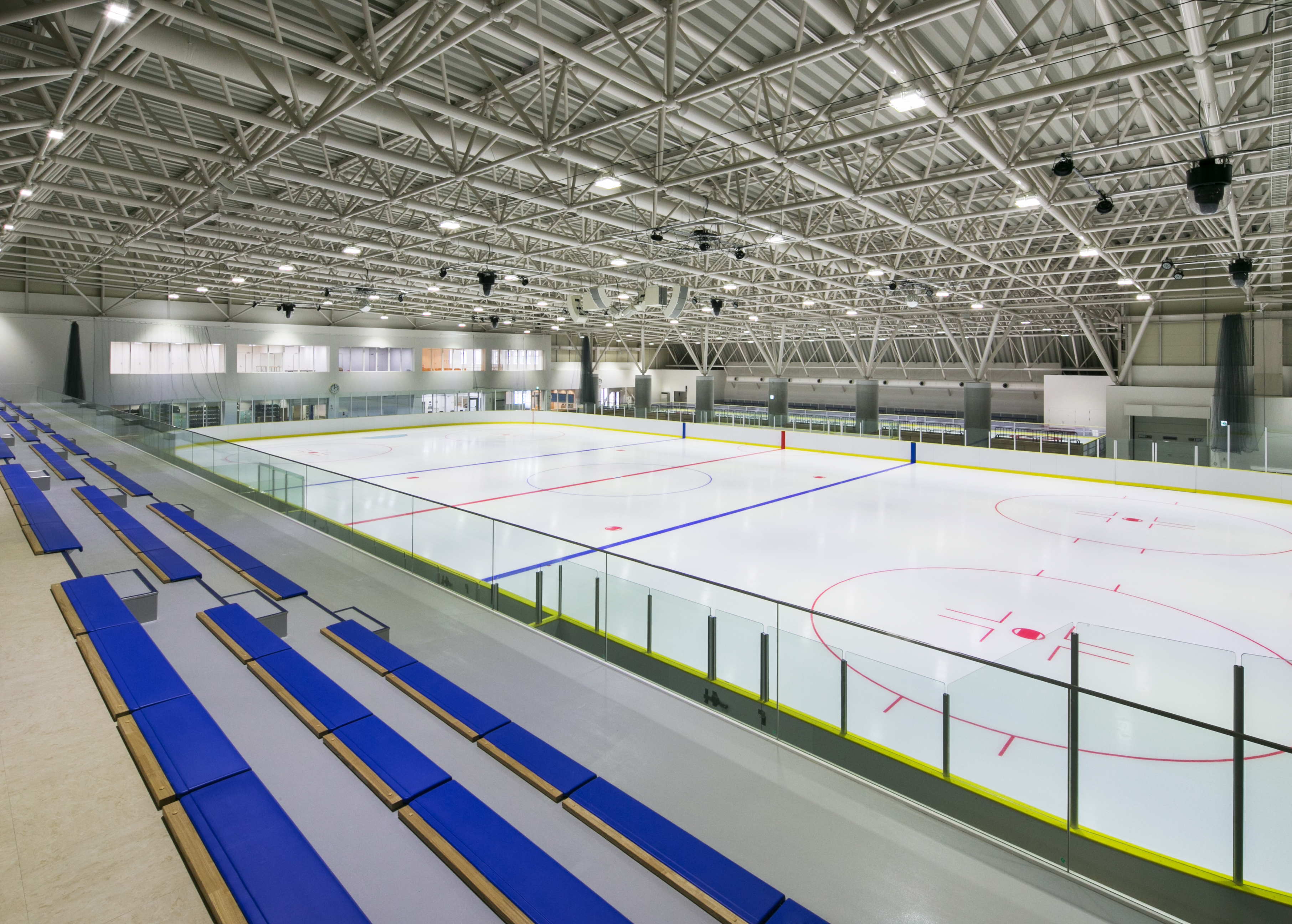
館内

2014年（平成26年）2月1日に開場した、本州日本海側で初となる通年営業の屋内型スケートリンクで、メインリンクはフィギュアスケート、アイスホッケー、ショートトラックスピードスケートの、サブリンクはカーリングの国際公式規格に対応している。データイムに一般利用向けの供用を行うだけでなく、夜間から早朝にかけては各種競技の練習やイベント等への貸切利用にも対応し、終日にわたって供用を行っている。
また環境対策やランニングコストの低減策として、屋根と南側の壁面に総出力521.4 kWの太陽光発電パネルを設けたほか、リンクの冷却システムには液体二酸化炭素の蒸発潜熱を活用してコストやCO2排出量の低減を図るだけでなく、凍りムラを低減させリンクの氷質を良好に保つメリットも期待されている。
なお当アリーナは新潟市が市有施設として費用を負担し、施設の設計や建設、供用後の運営管理を民間に委託するDBO方式によって整備された。新潟県内の公営スケートリンクとしては上越市に所在するリージョンプラザ上越のジャンボプール兼アイスアリーナ（アイスアリーナは9月下旬から5月まで供用）、柏崎市に所在する新潟県立柏崎アクアパークのメインプール兼アイスリンク（アイスリンクは11月から2月まで供用）に次いで3箇所目で、前述のとおり通年営業の施設としては初である。

## 沿革
かつて新潟市内には、中央区南笹口に新潟アイスリンク、東区船江町に臨港スポーツセンターという民営のスケートリンクが2箇所所在したが、いずれも2003年（平成15年）までに営業を終了した。このため市内および新潟市周辺でアイススケート競技を行っていた個人や団体は、前述の県内2箇所のスケートリンクや県外の各地へ練習環境を求めざるを得ない状況が長らく続いたことから、競技関係者などを中心として新潟市に対し、スケートリンクの整備を求める陳情や署名活動などが行われた。こうした動きを経て市では整備に着手し、2012年（平成24年）10月から設計に着手、建物本体は2013年（平成25年）2月に着工、2014年1月に竣工した。
そして1月31日の内覧会を経て、翌2月1日付で開場し本供用を開始。同日午前のオープニングイベントではフィギュアスケートから女子の今井遥と、現役を引退した男子の織田信成が招待され、デモンストレーションを披露するなどした。
2018年には平昌オリンピックに出場するフィギュアスケートロシア連邦代表チームが、本リンクで事前合宿を行っている。

## 施設命名権
市では維持費用の確保等を目的に、市有施設として初となる愛称を対象にした施設命名権を導入することとなり、契約期間は開場日から3年2か月間以上、契約額は年額1,000万円以上を条件として、2013年7月1日から2か月間にわたって売却先の募集を実施した。その結果数社から応募があり審査した結果、中央区に本社を置き、住宅の製造販売などを手掛けるアサヒアレックスホールディングスと、開場日から2019年（平成31年）3月31日までの5年2か月間、年額1,270万円の条件で同年9月20日付で合意に達し、愛称は「新潟アサヒアレックスアイスアリーナ」に決定した。同年4月1日からは三菱ガス化学が命名権を取得し「MGC三菱ガス化学 アイスアリーナ」となった。契約期間は5年。
なお市では、条例で規定された施設の正式名称を使用しつつ、広報上においては命名権による愛称を積極的に使用するものとしている。

## 施設概要
- メインリンク：60 m × 30 m
- サブリンク：45 m × 15 m（カーリング3シート）
- 観客席：1000席（メイン・サブ合計）

## 営業内容
- 通年24時間営業
  - 一般利用：午前10時から午後6時まで
  - 貸切利用：午後6時から午前10時まで

## 交通
公共交通
- JR新潟駅から新潟交通の下記路線バスに乗車
  - 南口バスターミナル1番線から「S71 市民病院・曽野木ニュータウン」行もしくは「S72 市民病院・大野」行で「市民病院南」下車後徒歩約2分（スポーツ公園線のうち「S70 南長潟・市民病院」行は終点「新潟市民病院」下車後徒歩約4分）
  - 万代口バスターミナル0・1番線からBRT「萬代橋ライン」で「市役所前」下車後のりかえ、6番線から「S10 県庁・新潟市民病院」行で「東京学館前」もしくは「市民病院南」下車後、いずれも徒歩約2分
  - 土曜・日曜・祝日に限り、南口臨時バスのりば発着の無料送迎バスの運行あり
- JR亀田駅西口から新潟市江南区区バス「新潟市民病院」行で「東京学館前」下車後徒歩約2分

自家用車等
- 磐越自動車道・北陸自動車道・日本海東北自動車道 新潟中央ICから車で約1分
- 国道8号・新潟バイパス 女池ICから車で約4分